# Rhenus Rupes
La Rhenus Rupes è una struttura geologica della superficie di 21 Lutetia.